# J. H. Jacobs
J. H. Jacobs (auch Geestwerft Schedelgar-Fink-Jacobs) in Moorrege an der Pinnau, im heutigen Kreis Pinneberg in Schleswig-Holstein, war eine Werft, die besonders für ihre Ewer bekannt war.

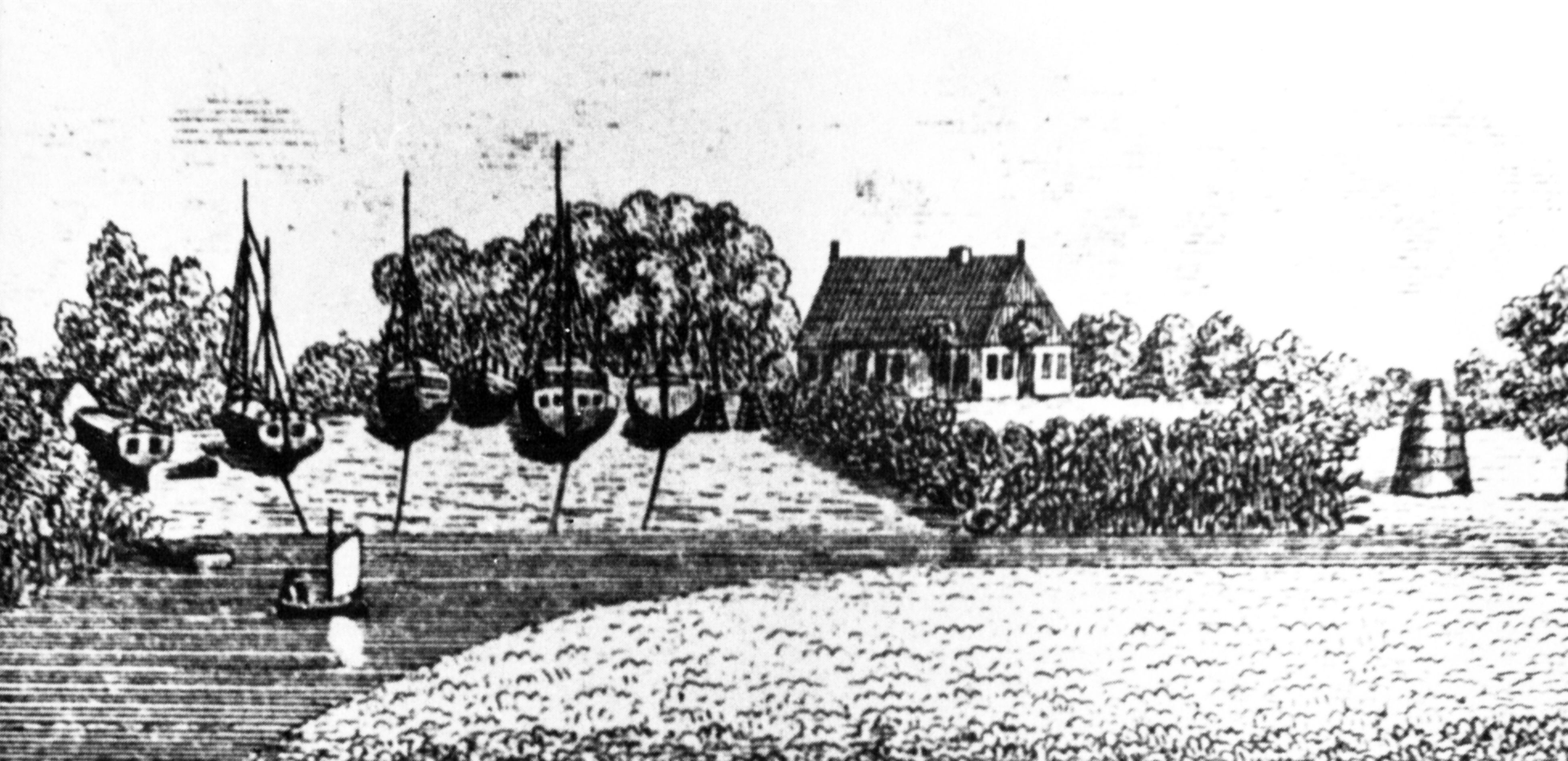
Finks Schiffswerft um 1850, kurz vor der Übernahme von Hans Jacobs

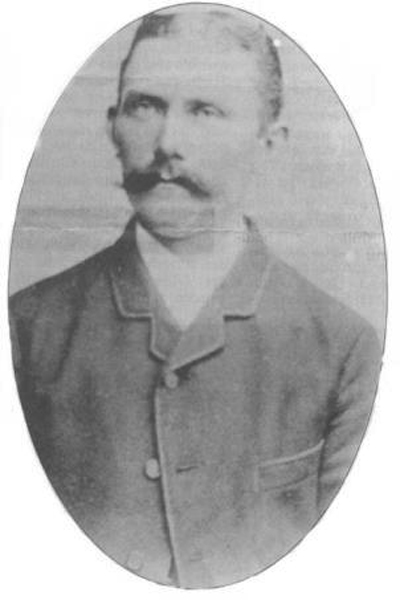
Johann Hinrich Jacobs (1863–1941), Namensgeber der Jacobs-Werft

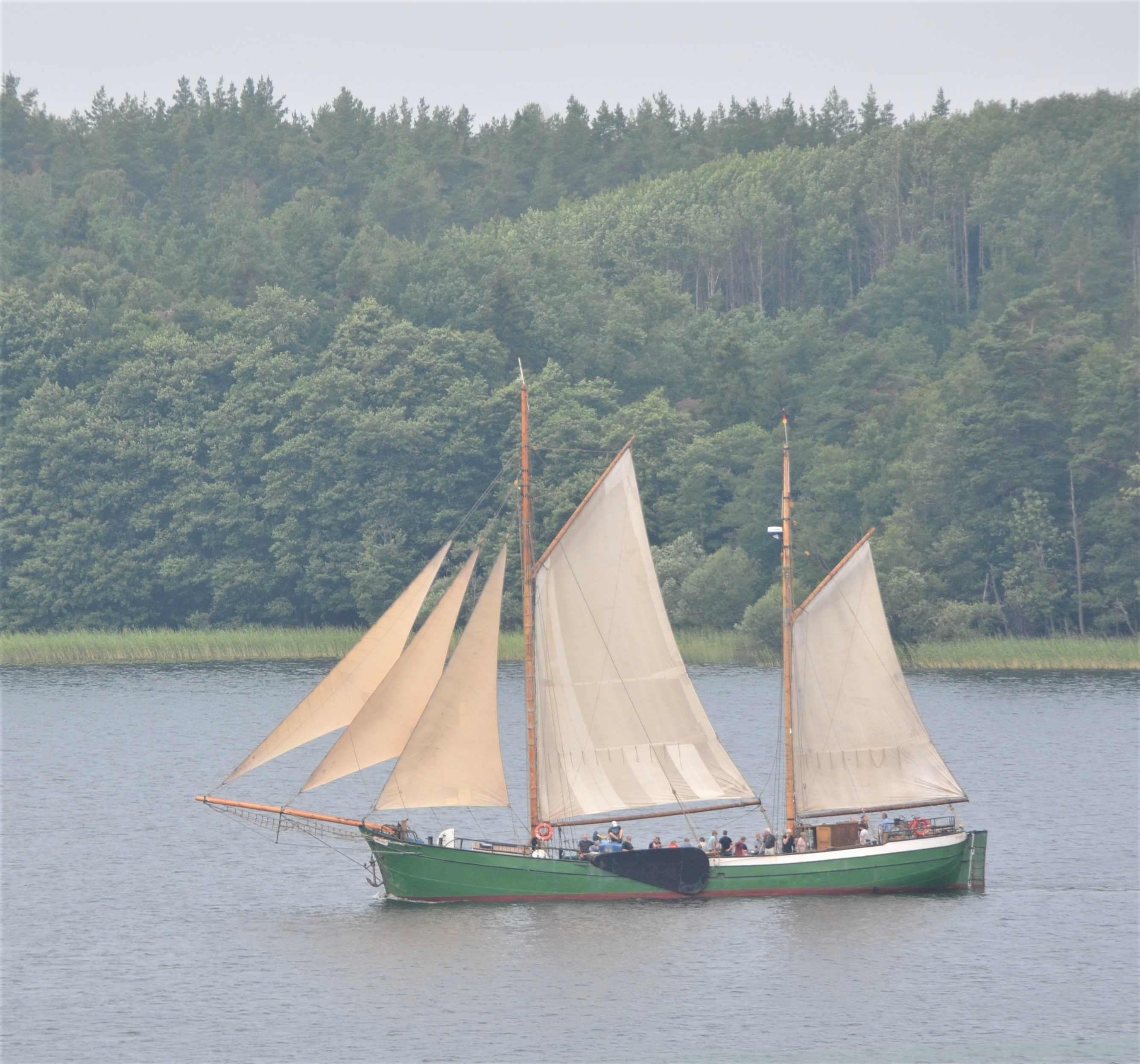
Ewer Petrine 2023

## Geschichte
Die Werft wurde 1827 vom Schiffbauer Detlev Friedrich Schedelgar gegründet und wurde nach dessen frühem Tod im Jahr 1832 von Johann Heinrich Finck erworben. Nach Fincks Tod wurde die Werft von seinem Schwiegersohn Hans Jacobs weitergeführt.
Als Hans Jacobs im Jahr 1896 starb, wurde der Reparaturbetrieb zunächst von seiner Witwe bis 1897 aufrechterhalten und die Werft dann an den ältesten Sohn und späteren Namensgeber, Johann Hinrich Jacobs, weitergegeben. Dieser nahm den Schiffbau wieder auf und fertigte mit der 75 Tonnen tragenden Wangula in diesem Jahr auch den letzten hölzernen Ewer, bevor er die Werft auf den Bau von Eisen- und später Stahlschiffen umstellte. 1904 wurde der heute im Museumshafen Oevelgönne in Hamburg-Övelgönne liegende stählerne Ewer Elfriede gebaut. Wie auch bei anderen Werften dieser Region war der Jacobs-Werft eine Gastwirtschaft angegliedert. Während der Betrieb zunächst noch erfolgreich weiterarbeitete, wurde die Auftragslage in der Zeit kurz vor dem Ersten Weltkrieg durch die Konkurrenz der expandierenden holländischen Werften immer schwerer. Bis 1914 wurden rund 90 Ewer gebaut, die Petrine (64 RT) und die Margareta (77 RT) zählten zu den größten.
Nach dem Ersten Weltkrieg wurden nur noch drei Ewer gebaut und danach bestehende Schiffe motorisiert und umgebaut. Abschluss und Höhepunkt einer Phase vermehrter Bautätigkeit vor dem Zweiten Weltkrieg war der 1939 für den Eigner A. Theunert erstellte Kümo Käthe Theunert mit 320 Tonnen Tragfähigkeit. Von 1949 bis 1952 baute man für den Obstbauern Otto Plüschen noch einen letzten Ewer. Die 15 Tonnen tragende Drommel war somit das letzte von etwa 100 auf der Jacobs-Werft entstandenen Schiffen dieses Typs. Bis zur Schließung des Betriebs zum Jahresende 1959 wurden weiterhin Reparaturen und Umbauten, insbesondere Verlängerungen bestehender Kümos, durchgeführt. 1960 wurden Inventar und Grundstück der traditionsreichen Werft verkauft.